# Kommandant der Seewasserstraße Kaiser-Wilhelm-Kanal
Die Dienststelle des Marinekommissar für den Kaiser-Wilhelm-Kanal wurde nach der Eröffnung des Kaiser-Wilhelm-Kanals 1895 eingerichtet.

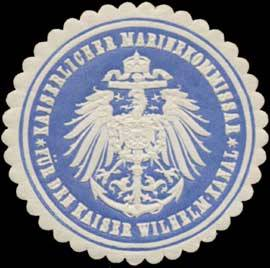
Siegelmarke des Marinekommissars für den Kaiser Wilhelm-Kanal

## Geschichte
Zum 1. Juli 1895 wurde für die Unterhaltung und den Betrieb des Kaiser-Wilhelm-Kanals im Reichsamt des Innern eine neue Reichsbehörde eingerichtet. Diese Reichsbehörde erhielt den Namen Kaiserliches Kanalamt und hatte den Sitz in Kiel. Für die Wahrung der militärischen Interessen wurde beim Kaiserlichen Kanalamt ein Marinekommissar für den Kaiser-Wilhelm-Kanal angestellt, welcher das Reichsmarineamt vertrat. Am 29. Oktober 1895 wurde der Konteradmiral z. D. Richard Aschenborn erster Marinekommissar.
Während des Ersten Weltkriegs und später auch unterstand der Marinekommissar für den Kaiser-Wilhelm-Kanal dem Kommando der Marinestation der Ostsee in Kiel.
Am 1. September 1939 wurde der Marinekommissar in Kommandant der Seewasserstraße Kaiser-Wilhelm-Kanal umbenannt. Mit Kriegsbeginn wurde der Schutz des Kaiser-Wilhelm-Kanals durch drei Kanal-Wach-Abteilungen übernommen:
1. Kiel-Holtenau
2. Brunsbüttelkoog
3. Rendsburg

Diese Kanal-Wach-Abteilungen waren dem Kommandant der Seewasserstraße Kaiser-Wilhelm-Kanal unterstellt. Ebenso wurde eine eigene Hafenschutzflottille für die Dienststelle aufgestellt.
Mit der Einrichtung des Kommandierenden Admirals westliche Ostsee im November 1944 wechselte der Kommandant der Seewasserstraße Kaiser-Wilhelm-Kanal unter diese neue Dienststelle.
Heute wird der Nord-Ostsee-Kanal, der ehemalige Kaiser-Wilhelm-Kanal, vom Wasserstraßen- und Schifffahrtsamt Kiel-Holtenau betrieben.

## Marinekommissar/Kommandanten
Folgende Personen führten die Dienststelle:
- Konteradmiral z. D. Richard Aschenborn: vom 29. Oktober 1895 bis 1901
- Konteradmiral z. D. Felix Stubenrauch: von 1901 bis 15. Oktober 1907
- Konteradmiral z. D. Joachim von Bredow: von 1907 bis 1914
- Konteradmiral z. D. Otto Back: von 1914 bis 1919
- Konteradmiral/Konteradmiral z. D. Wilhelm Höpfner: von Februar 1919 bis November 1919
- Kapitän zur See Johannes Horn: von 1919 bis 1922
- Kapitän zur See Albrecht von Freyburg-Eisenberg-Allmendingen: 1922/23
- Kapitän zur See Theodor Eschenburg: 1923/24
- Korvettenkapitän/Fregattenkapitän Günther von Koblinski: 1924/25
- Fregattenkapitän/Kapitän zur See Arthur Rochlitz: 1925/26
- Kapitän zur See Friedrich Hermann: 1926/27
- Fregattenkapitän/Kapitän zur See Ernst Schumacher: von 1927 bis 1929
- Kapitän zur See Otto Schulze: 1929/30
- Kapitän zur See Wolf von Trotha: 1930
- Fregattenkapitän Raimund Weisbach: 1930/31
- Kapitän zur See Hasso von Bredow: 1931/32
- Kapitän zur See Ludwig von Schröder: von 1932 bis 1934
- Kapitän zur See Oskar Wehr: 1934/35
- Fregattenkapitän (E) Adolf von Bassewitz: von 1935 bis 1937
- Kapitän zur See/Konteradmiral (E)/Konteradmiral Erich Mahrholz: von 1937 bis 1943
  - Konteradmiral z. V. Georg Kleine: vom 7. April bis 29. Oktober 1941 i. V.
- Konteradmiral Harald Kienast: 1943
- Konteradmiral z. V. Waldemar Bender: 1943 bis 1945
- Konteradmiral Werner Lindenau: vom 11. Januar 1945 bis Kriegsende